# Unterweikertshofen
Unterweikertshofen ist ein Ortsteil der Gemeinde Erdweg im oberbayerischen Landkreis Dachau. Das Kirchdorf hat 600 Einwohner (Stand: 2016) und liegt im Glonntal zwischen Sittenbach und Erdweg.

## Geschichte

Schloss Unterweikertshofen (2020) – Frontseite

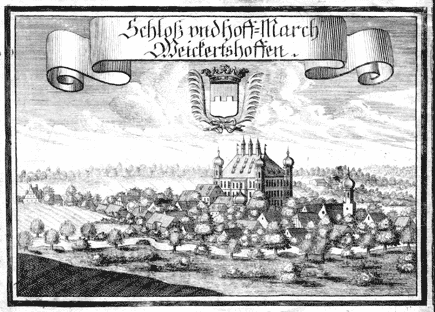
Schloss Unterweikertshofen (Wening)

Unterweikertshofen wird erstmals urkundlich 1126 als „Wicharteshoven“ genannt. 1126 erwähnt auch ein Fundationsbrief des Klosters Undenstorff (Indersdorf), dass der Schlossherr Ulrich von Weickertzhouen dem Kloster sein Landgut in Oberroth schenkte. Um 1138 wurde ein „Wichertshofen“ genannt. Mitte des 13. Jahrhunderts ist die Burg beim Amt Schiltberg. Im Jahr 1427 hatte der Ort ein Dorfgericht. Ab dem Jahr 1440 bestand in Unterweikertshofen eine Hofmark. Das Schloss Unterweikertshofen wurde 1616 von Sebastian von Adelzhausen anstelle einer gotischen Anlage neu erbaut. Hofmarksherren waren die Grafen von Preysing (ab 1625), Khuen von Belas (1719) und die Grafen von Hundt (ab 1799). Ab 1707 entstand in Unterweikertshofen für ein halbes Jahrhundert eine kleine Wallfahrt unter dem Namen „Madonna in der Buche“.
Am 1. Juli 1972 gab die Gemeinde ihre Selbständigkeit auf. Zusammen mit drei weiteren Gemeinden aus dem Landkreis Dachau und der Gemeinde Kleinberghofen aus dem Landkreis Aichach bildete sie die neue Gemeinde Erdweg.

## Einwohnerentwicklung
| Jahr          | 1840 | 1852 | 1871 | 1900 | 1933 | 1939 | 1946 | 1970 | 2012 | 2016 |
| Einwohnerzahl | 357  | 341  | 381  | 454  | 374  | 339  | 568  | 420  | 560  | 600  |

## Sehenswürdigkeiten

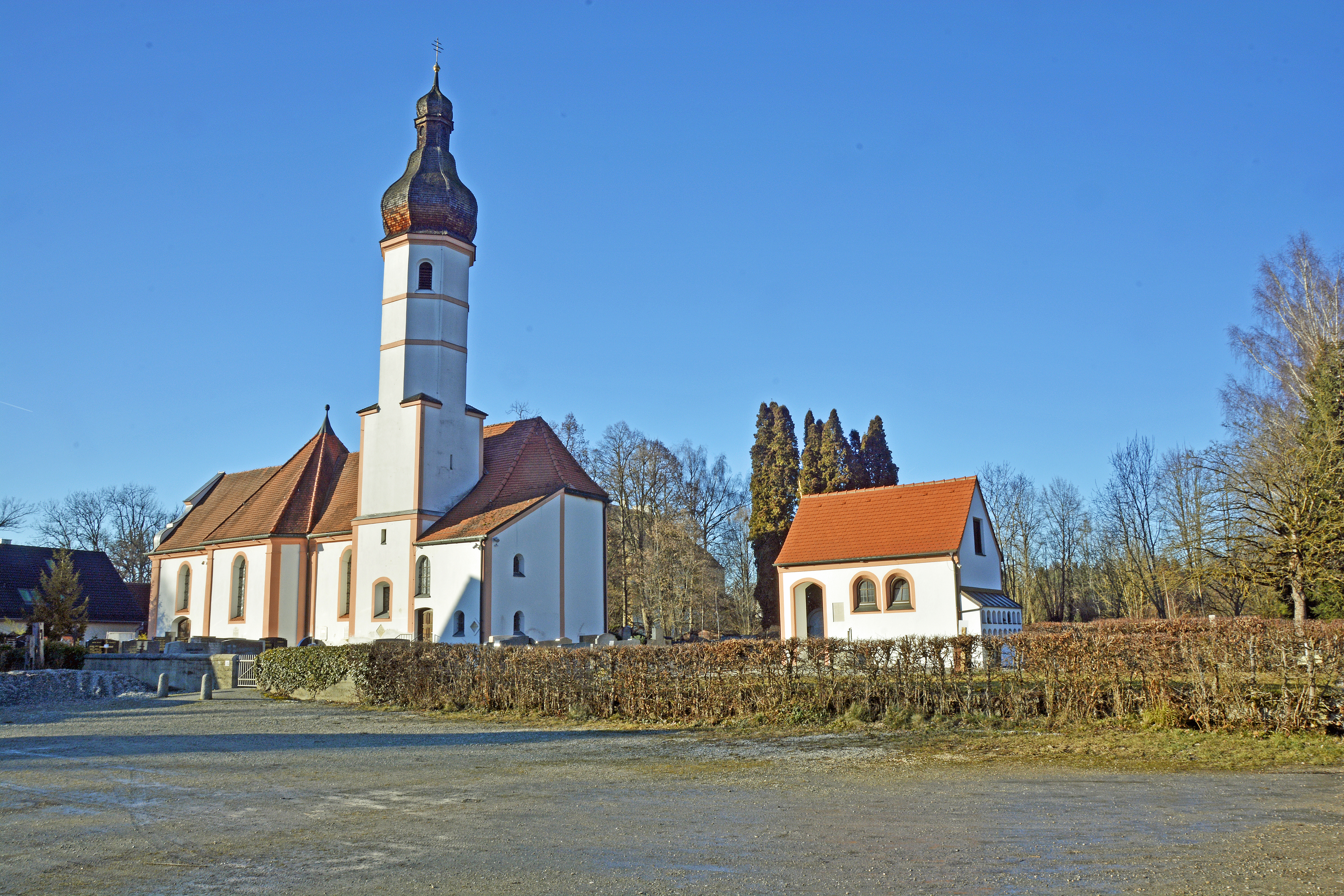
Filialkirche St. Gabinus

- Filialkirche St. Gabinus: Die Filialkirche St. Gabinus in Unterweikertshofen wurde erstmals 1473 erwähnt. Sie dürfte aber schon 1315 vorhanden gewesen sein, als eine der vier Filialkirchen der Pfarrei Sittenbach.[3] Der heutige Kirchenbau wurde 1608 gebaut. Die heutige Innenausstattung erfolgte um 1700. Im Jahre 1709 entstand der oktogonale Mittelbau, der architektonisch und kunstgeschichtlich St. Gabinus zu einer bemerkenswerten Kirche der Region macht. 1840 wurde der Bau mit einem neuen Turm versehen, weil im Jahre 1839 der Blitz in den Kirchturm eingeschlagen hatte. Im Jahre 1910 erfolgte die Erweiterung des Langhauses. Beim Umbau 1910 wurde der frühere Spitzhelm des Turms durch eine Zwiebelhaube mit aufgesetzter Laterne ersetzt. Im Jahr 2008 wurde die Kirche mit der 4. Glocke versehen. In den Jahren 2014/15 wurde die Kirche innen und außen renoviert[1]
- Schloss Unterweikertshofen: Das Schloss wurde 1616 durch Sebastian von Adelzhausen erbaut und gehört zum Besitz Hundt zu Lautterbach.
- Schulhaus mit Mansarddach um 1810/20: Seit 2007 versucht der Weikertshofer Schulhaus Verein[7] das Alte Schulhaus von Unterweikertshofen vor dem Verfall zu retten.[8]
- Miscanthus-Eiche bei Unterweikertshofen, ca. 300 Jahre alte Stieleiche.[9][10]

## Kultur
- Theater: Kneißl Bühne, Unterweikertshofen (ggr. 1998)

## Freizeit
- Heckenlabyrinth Unterweikertshofen
- Christkindlmarkt Unterweikertshofen

## Vereine
- Kath. Burschenverein Unterweikertshofen e.V. (ggr. 1910)
- Schützenverein Eichenkranz Unterweikertshofen (ggr. 1872)
- Fischerverein Unterweikertshofen
- Krieger- und Soldatenverein Unterweikertshofen
- Radl Verein Concordia Unterweikertshofen
- Obst- und Gartenbauverein Unterweikertshofen
- Schulhausverein Unterweikertshofen (ggr. 2007)
- Kneißl Bühne, Unterweikertshofen (ggr. 1998)
- Deandl Unterweikertshofen (ggr. 2014)
- Schnupfclub Unterweikertshofen
- Freiwillige Feuerwehr Unterweikertshofen
- FC Bayernfanclub

## Persönlichkeiten

### Gebürtige Personen
- Friedrich Hektor Hundt (1809–1881), Ministerialrat und Geschichtsforscher
- Mathias Kneißl, geboren am 12. Mai 1875 in Unterweikertshofen, genannt Kneißl Hias, Räuber Kneißl oder auch Schachenmüller-Hiasl, war ein bekannter bayerischer Räuber.
- Johann Pascolini (1831–1871), Räuber

### Mit dem Ort verbunden
- Ludwig Thoma (hatte hier eine Jagdpacht)